# Unió Nacional per la Independència
Unió Nacional per la Independència (Union Nationale pour l'indépendance) fou un partit polític del Territori Francès dels Àfars i dels Isses fundat per Ali Aref Bourhan.
Bourhan va assolir la vicepresidència del consell de govern el 1960 i es va presentar a les eleccions de 1963 amb aquest partit. Després de les manifestacions de l'agost del 1966 Bourhan va dimitir i el partit va fer campanya en favor de mantenir la sobirania francesa al referèndum del 19 de març de 1967 i va tenir el suport dels polítics àfars; a l'abril Boruhan va assolir altre cop la vicepresidència del consell (el president era el governador francès), i després de la reforma del 5 de juliol de 1967, va pujar a la presidència i a les eleccions del novembre de 1968 la UNI va obtenir la majoria amb 23 escons (de 32).
Bourhan va perdre el suport francès el 1976, i alguns dels seus diputats es van passar a l'oposició, fins que va haver de dimitir. Djibouti va obtenir la independència el juny del 1977. El 1981 es va establir el sistema de partit únic i el partit de Bourhan va quedar dissolt. El 8 i 9 de gener de 1991 Bourhan va intentar suposadament un cop d'estat i fou detingut i condemnat a deu anys de presó, sent alliberat al desembre del 1994.

## Bandera
La bandera del partir era verda sobre negre amb triangle vermell al pal. Dins el triangle un matxet i un martell creuats simbolitzant el lema del partit: ""Lluita i reconstrucció".